# Чебаковське сільське поселення
Чеба́ковське сільське поселення (рос. Чебаковское сельское поселение) — муніципальне утворення у складі Ядринського району Чувашії, Росія. Адміністративний центр — село Чебаково.

## Склад
До складу поселення входять такі населені пункти:
| Населений пункт       | Населення, осіб (2010) |
| --------------------- | ---------------------- |
| Алексієвка, присілок  | 109                    |
| Кудаші, присілок      | 284                    |
| Нове Ядріно, присілок | 26                     |
| Чебаково, село        | 722                    |